# Bazylika Najświętszej Maryi Panny Niepokalanie Poczętej w Górce Klasztornej

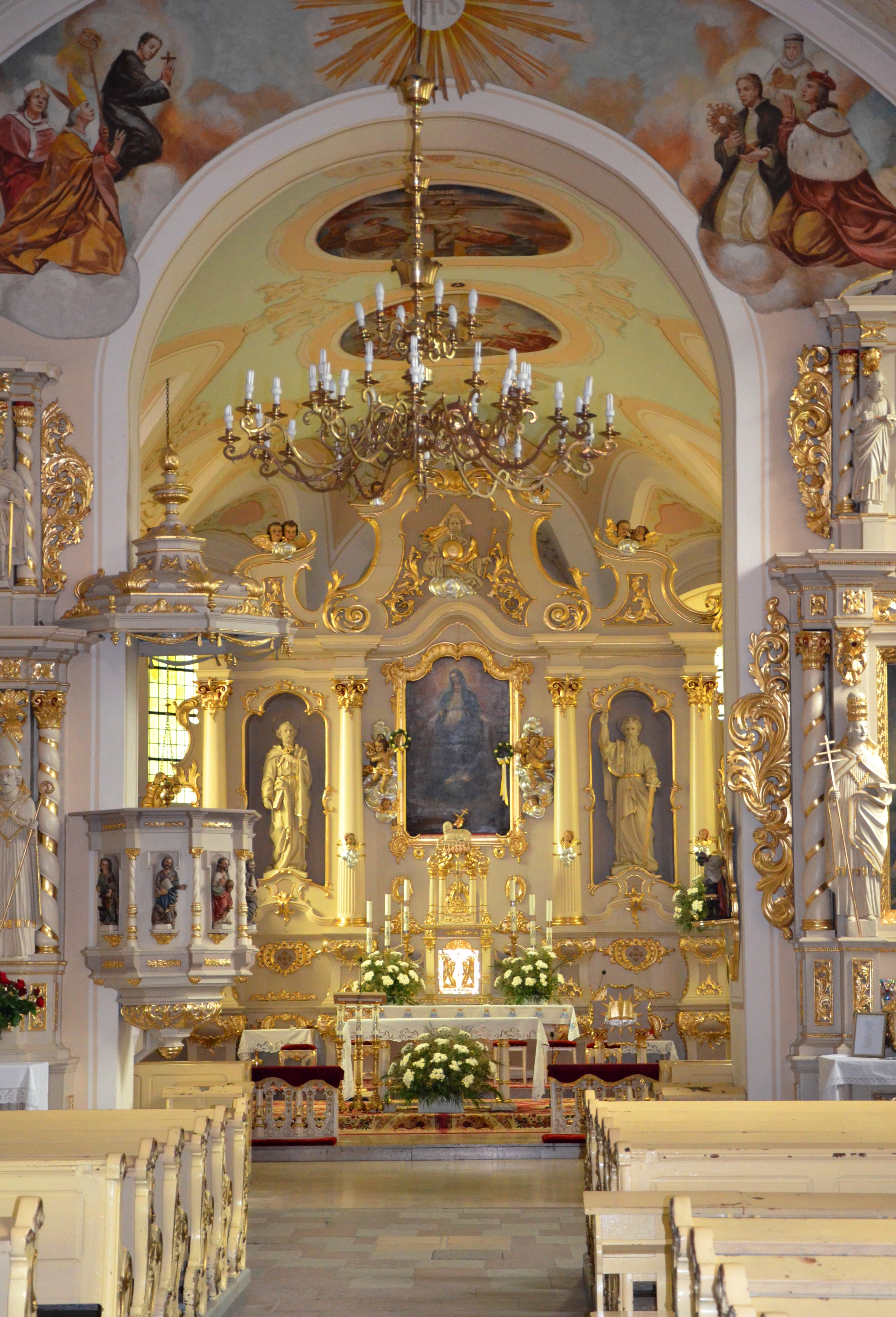
Wnętrze bazyliki

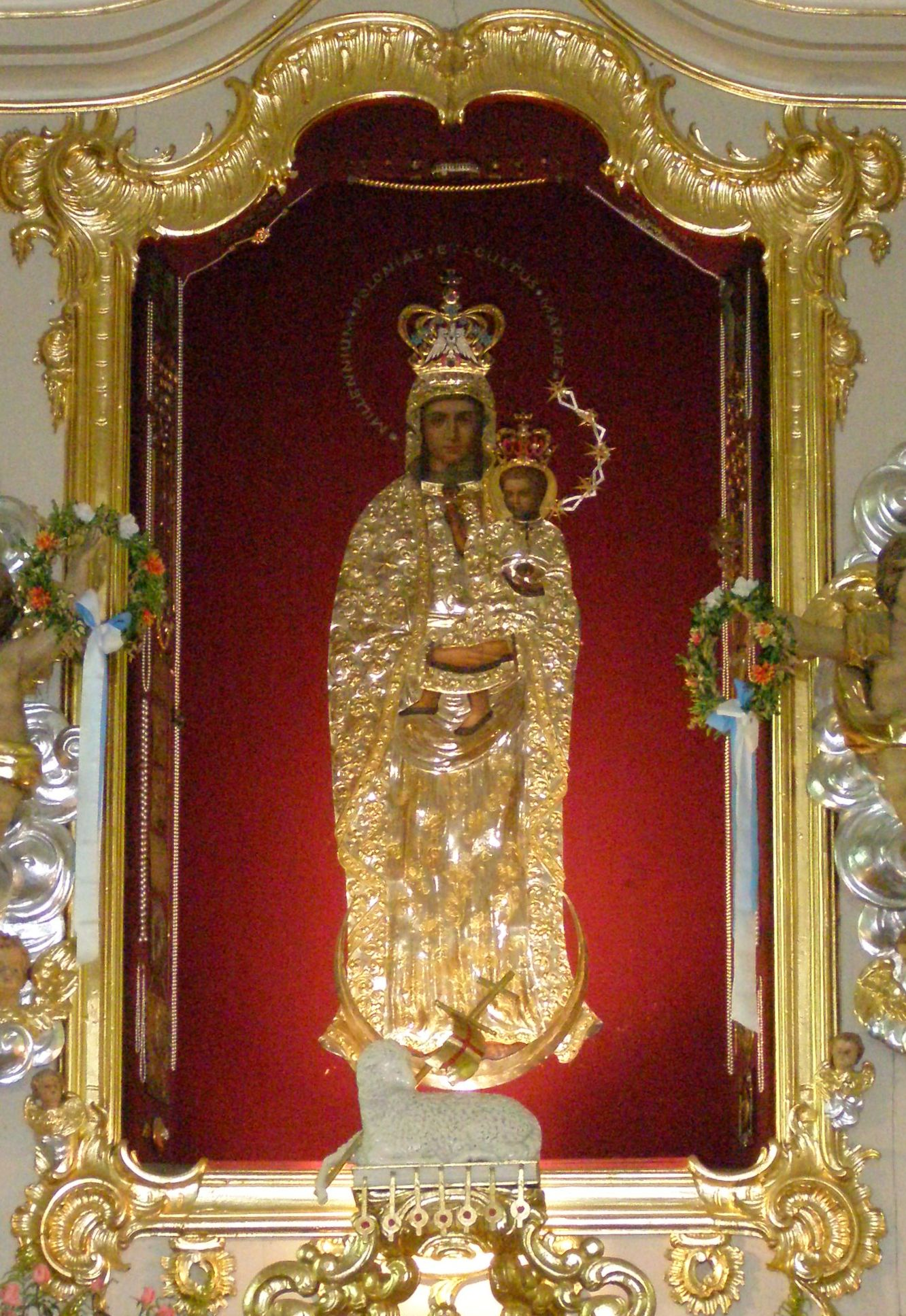
Obraz Matki Bożej

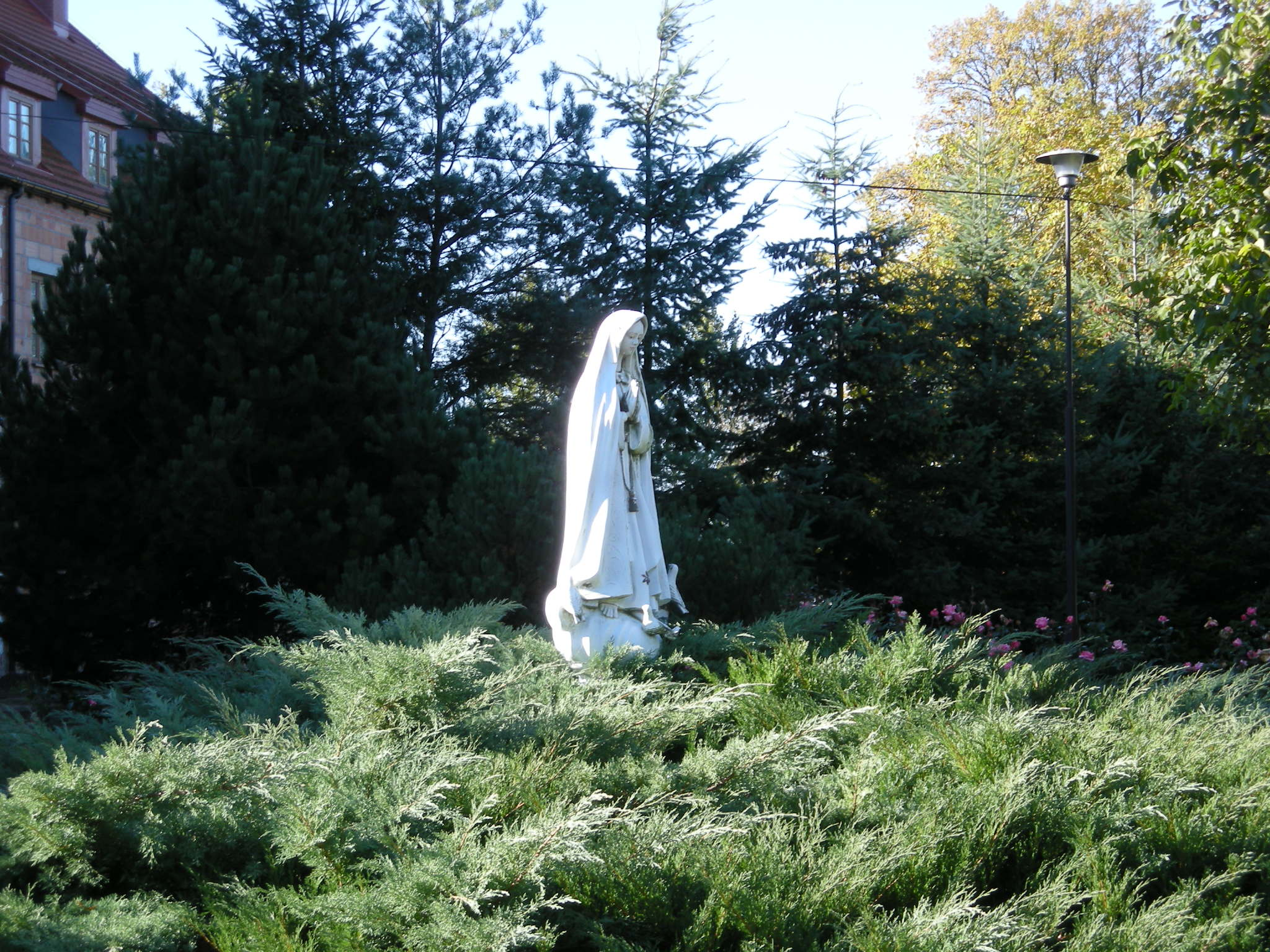
Figura Matki Bożej

Bazylika Najświętszej Maryi Panny Niepokalanie Poczętej w Górce Klasztornej – najstarsze w Polsce miejsce kultu maryjnego. Znajduje się we wsi Górka Klasztorna koło Łobżenicy, w województwie wielkopolskim.
W sanktuarium ma swoją siedzibę polska centrala Apostolstwa Dobrej Śmierci.

## Historia
Jedno z sanktuariów maryjnych diecezji bydgoskiej. Jak podają kroniki bernardyńskie, Matka Boża ukazała się pasterzowi w tym miejscu w roku 1079. Kościół i klasztor ufundował dla franciszkanów – bernardynów w XVII w. wojewoda poznański Andrzej Karol Grudziński.
Od 1923 r. pieczę nad sanktuarium sprawują księża Misjonarze Świętej Rodziny. Dziś Sanktuarium jest znane pielgrzymom z cudownego obrazu Matki Bożej Góreckiej i Studzienki, w której woda od chwili Objawienia, ma moc uzdrawiającą. Misjonarze z pomocą pobliskich mieszkańców i młodzieży, corocznie od 1984 r. przedstawiają Misteria Męki Pańskiej.
Na terenie sanktuarium znajdują się kościół NMP Niepokalanie Poczętej z obrazem Matki Bożej Góreckiej, klasztor (Dom Zakonny), studzienka z wodą uznawaną za cudowną, ołtarz polowy (scena, dzwonnica i krużganki), dom pielgrzyma (z 80 miejscami noclegowymi), arka (punkt gastronomiczny), sklepik z dewocjonaliami, pomnik pamięci pomordowanych księży i ludności cywilnej podczas II wojny światowej, figura Matki Bożej, figura św. Józefa, plac objawienia (z krzyżem i tablicą upamiętniającą objawienie NMP), gaj górecki, kaplica nad stawem, rekonstrukcja kamiennego kultycznego kręgu pogańskiego, muzeum misyjne, dwie kaplice, golgota oraz droga krzyżowa. Dla turystów przygotowany jest parking dla autokarów i pojazdów osobowych.
Na terenie Sanktuarium corocznie odbywa się wiele festiwali np. Festiwal Piosenki Religijnej „Maria Carmen” czy Ogólnopolski Przegląd Twórczości Osób Niepełnosprawnych „Spotkanie u Matki”. Na miejscu znajdują się 2 domy noclegowe oraz malownicza okolica o pojeziernym krajobrazie.

## Najważniejsze daty
- 1079 – według lokalnej tradycji katolickiej objawienie się Najświętszej Maryi Panny (pierwsze na ziemiach polskich, brak jednak jakiejkolwiek dokumentacji poza przekazywaną ustnie tradycją)
- 1111 – budowa pierwszego kościoła drewnianego
- 1225 – przekazanie Górki przez Władysława Odonica (władcy tych ziem) oo. cystersom
- 1404–1550 – okres opieki terenem przez oo. augustianów
- 1575 – podpalenie kościoła przez protestantkę Urszulę Krotowską
- 1591 – zasypanie przez protestantów studzienki z cudowną wodą
- 1622 – sprowadzenie przez Zygmunta Raczyńskiego (sędziego nakielskiego) oo. bernardynów, budowa klasztoru oraz drewnianego kościoła
- 1648 – budowa murowanego kościoła, w którym znajdował się słynący cudami obraz Matki Bożej Góreckiej, namalowany przez bernardynów (pierwsza historyczna wzmianka o obrazie – 1680)
- 1710 – zaraza w Górce, która zdziesiątkowała okolicznych mieszkańców (nie było ani jednego zarażenia na terenie klasztoru)
- 1728 – konsekracja kościoła
- połowa XIX w. – śmierć ostatniego z mieszkających w Górce zakonników
- 1907 – drugi pożar kościoła, który zniszczył ołtarz główny wraz z obrazem Matki Bożej Góreckiej (wkrótce po pożarze ks. Leon Raczkowski odnowił kościół i stworzył prowizoryczną kopię obrazu)
- 1923 – przejęcie opieki nad sanktuarium przez Misjonarzy świętej Rodziny (od tego roku wieś nosi nazwę Górka Klasztorna, wcześniej: Górka pod Łobżenicą lub Górka na Krajnie)
- 1939 – ukrycie obrazu Matki Bożej Góreckiej w Bydgoszczy (po wybuchu II wojny światowej); utworzenie obozu tymczasowego dla lokalnego duchowieństwa, a następnie okolicznej ludności i wreszcie jeńców angielskich; zamordowanie przez hitlerowców 36 osób świeckich (na terenie sanktuarium) – wielu innych wywieziono do Paterka k. Nakła i tam zamordowano.
- 1943 – sanktuarium stało się obozem szkoleniowym dla hitlerowskiej organizacji młodzieżowej Hitlerjugend
- 1945 – powrót obrazu do kościoła
- 1954 – namalowanie przez prof. Jerzego Hoppena nowego obrazu Matki Bożej Góreckiej
- 1965 – koronacja obrazu przez kardynała Stefana Wyszyńskiego
- 1983 – pierwszy festiwal piosenki religijnej „Maria Carmen”
- 1984 – pierwsze wystawienie Misterium Męki Pańskiej
- 1995 – obchody stulecia zgromadzenia Misjonarzy świętej Rodziny
- 1996 – festiwal piosenki religijnej „Maria Carmen” przekształcony zostaje w spotkania rekolekcyjne pod nazwą „Góreckie Dni Młodości” i w tej formie odbywa się co roku do chwili obecnej
- 2005 – rozpoczęcie prac nad rozbudową klasztoru o nowe skrzydło, w tym pomieszczenia mające służyć pielgrzymom
- 2015 – nadanie tytułu bazyliki mniejszej z okazji 50 rocznicy koronacji obrazu